# RTV Totaal
RTV Totaal is een voormalige lokale omroep van de gemeenten Beuningen, Druten en West Maas en Waal. Voor de laatste gemeente alleen voor de televisie, voor de andere gemeenten ook voor de radio. Sinds maart 2018 is RTV Totaal opgegaan in RN7, de streekomroep van Nijmegen en omstreken.
De naam RTV Totaal is de nieuwe naam sinds 29 augustus 2015. Voorheen was de naam WebFM. De zender verzorgt radio-uitzendingen via de ether, de kabel en het internet. Er worden tevens televisie-uitzendingen verzorgd in dezelfde regio via de kabel; naast enkele programma's wordt hierop ook een kabelkrant uitgezonden.
In Beuningen waren al enkele pogingen gedaan tot het laten slagen van een lokale zender. Dit gebeurde onder de namen Exclusief, Contact en Atlantis, maar telkens zonder succes.
In 2001 werd de Stichting Lokale Media Beuningen (SLMB) opgericht. Deze zorgde uiteindelijk voor de oprichting van een nieuw station, dat haar uitzendingen op 3 maart 2003 op de kabel begon en op 26 april in de ether. Rond de jaarwisseling van dat jaar was ook Webtv al begonnen met uitzenden. De naam van de zender werd gekozen omdat deze verwijst naar het huidige internettijdperk en tegelijkertijd naar de onderdelen van de gemeente die ze bedient: Weurt, Winssen, Ewijk en Beuningen.

## Nijmeegse Vierdaagse
Tijdens de Nijmeegse Vierdaagse en de Vierdaagsefeesten doet RTV Totaal verslag. Sinds juli 2008 hebben alle lokale omroepen in de buurt van Nijmegen het grootste samenwerkingsverband tijdens de Vierdaagse, waarbij de zender met Nijmegen1, Lokale Omroep Mill, GL8, Wijchense Omroep en Extra FM samenwerkt voor de Vierdaagsetelevisie en Vierdaagseradio.

## RN7
Gesprekken zijn gaande om te fuseren met de omroep RN7. Dit zou een fusie zijn tussen N1, Wijchense Omroep en RTV Totaal. Sinds 31 juli wordt er al een gezamenlijk dagprogrammering uitgezonden op werkdagen in aanloop hier naar en op 1 november 2017 is N1 omgedoopt tot RN7. Sinds 2018 is RTV Totaal opgegaan in streekomroep RN7.